# ستار ونص (برنامج)
ستار ونص برنامج للمواهب الغنائية قدمته الإعلامية التونسية فرح بن رجب على شاشة قناة أبو ظبي عام 2009

## فكرة البرنامج
- " تجربة تلفزيونية غنائية في العالم العربي، تستقطب مشتركين لا يملكون أصوات جميلة ولا مواهب فنية ملحوظة، ليشكلوا التحدي أمام ثلاثة من المنتجين العرب، التي تتلخص مهمتهم باختيار واحد منهم، والعمل عليه ليصبح نجماً.[2]
- لجنة تحكيم مؤلفة من الإعلامية أميرة الفضل والفنان عصام كاريكا والمطرب خالد سليم تختار أربعين مشتركا أخضعتهم لاختبارات عدة

أن تسّلم المنتجين الثلاثة جاد شويري، خالد الأغا، هيفا الفقيه تسعة من أسوء الأصوات الذين تقدموا 
- المنتجون بدورهم أخضعوا المشتركين التسعة لاختبارات جديدة قبل أن يستقر كل واحد منهم على مشترك واحد ليصنع له فيديو كليب بعد أن أخضعه لتدريبات مختلفة
- التصوير تم في الفورم دو بيروت واستضاف الكثير من نجوم الغناء إضافة للإستعراضات واللوحات الراقصة [3][4]

وفي الموسم الرابع يتحول إلى مسرح كبير مجهزة بأضواء زرقاء يستطيع المغني ان يقوم بالغناء غناء جيداً ومشترك واحد يتأهل إلى العروض المباشرة ومشترك واحد ينتهي مشواره في البرنامج وينطفئ الضوء أو يجي مشترك أخر

## لجنة الحكم
- أميرة الفضل  السعودية
- خالد سليم  مصر
- عصام كاريكا مصر[5][6]

## المنتجون
- جاد شويري  لبنان
- خالد الآغا  سوريا
- هيفاء الفقيه  السعودية

## المتأهلون 11
1. تهاني العايدي - تونس
2. -سعد عبد الله - السعودية
3. - سالم المصري - اليمن
4. - شيرين أدريس  السودان
5. - ماجد العسكر - لبنان
6. -محمد قباني - سوريا
7. - باسل سالم - اليمن
8. - يونس المتوكل - المغرب
9. - يمنى البقاعي - فلسطين

## المتسابقون النهائيون
مصر دينا عبد الحميد مع الفنان جاد شويري
- عُمان عبد الرحمن مطر (بودي) الذي تشرف على إعداده المنتجة هيفاء الفقيه،
- السعودية سعد عبد الله الذي يخوض المنافسة مع المنتج خالد الآغا

## حاصد اللقب
في 24 مارس2009حصد السعودى سعد عبد الله لقب برنامج المسابقات الغنائى «ستار ونص» في حلقته الأخيرة بعد توفقه على كل من المصرية دينا عبد الحميد (بامبى) والعمانى عبد الرحمن مطر (بودى)، وحقق نسبة 62% من أصوات الجمهور الذي حدد مصير المشترك الفائز بعد 12 أسبوعا من التنافس بينهم 